# Marco Boato

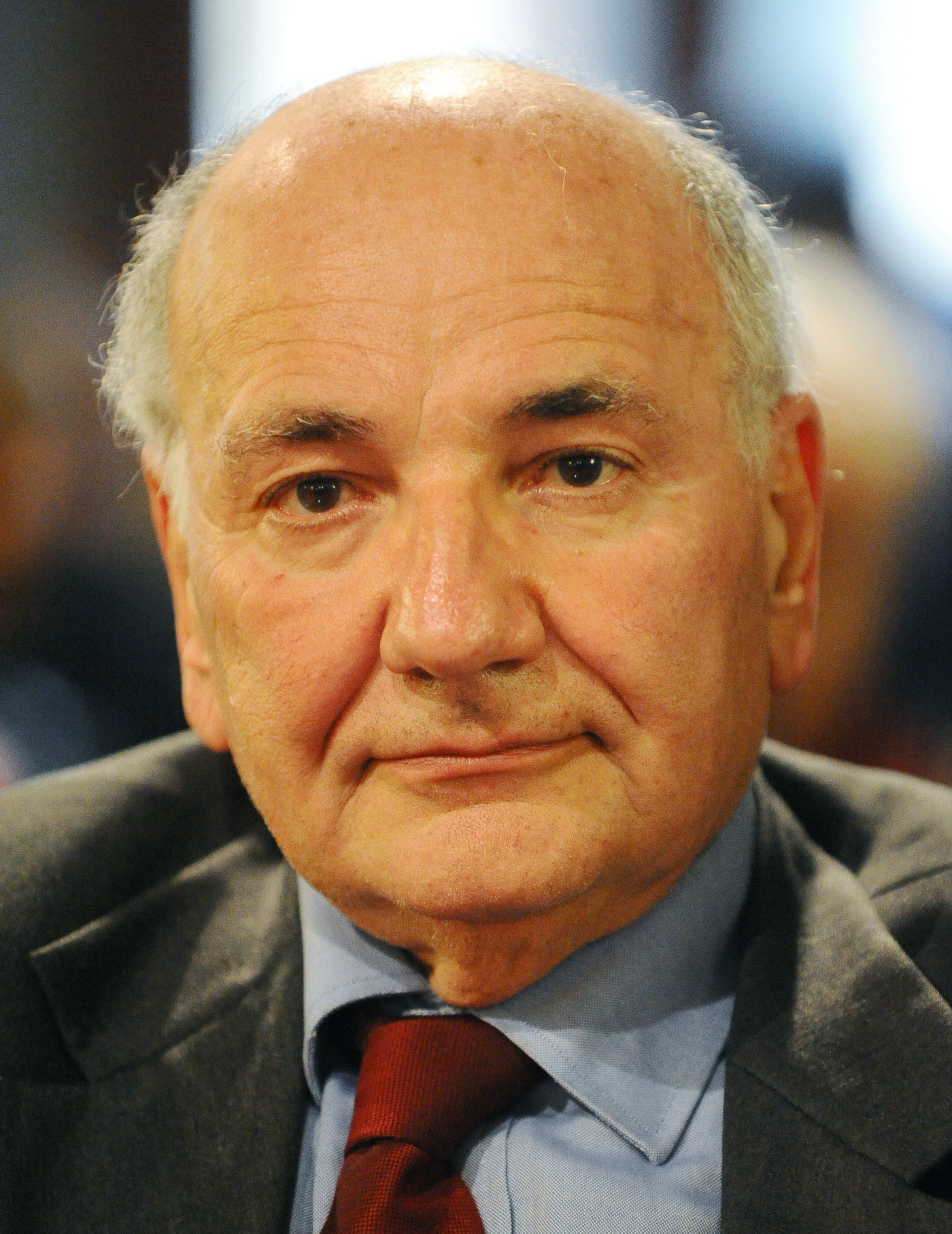
Marco Boato (2013)

Marco Boato (* 27. Juli 1944 in Venedig) ist ein italienischer Politiker (EV, vormals GI, FdV, VA, PR, DP, CpS, LC).

## Leben
Boato schloss an der Universität Trient ein Studium der Soziologie ab und war als Dozent und Journalist tätig. In der VIII., XI., XIII., XIV. und XV. Legislaturperiode war er als Abgeordneter und in der X. Legislaturperiode als Senator Mitglied des italienischen Parlaments. Von 2001 bis 2006 war er Vorsitzender der Gemischten Fraktion in der Abgeordnetenkammer.
Seit der Parteigründung im Juli 2021 gehört Boato als Parteivorsitzender (Presidente) dem Parteivorstand von Europa Verde an.

## Publikationen
- 2015: Alexander Langer. Costruttore di ponti, Verlag: La Scuola, ISBN 978-88-350-4308-9.